# Fürgerókalábak
A Fürgerókalábak zenekar a magyar punk történetének egyik emblematikus együttese. Az együttes, saját meghatározása szerint, az un. "debilcore" zenei irányzatot követte, mely egyesíti a punk lendületes vidámságát a hardcore-ra jellemző könyörtelen brutalitással. Az együttes híres volt a fiatalokat foglalkoztató, a mindennapi élet kérdéseit feldolgozó, rendkívül szeretni való szövegeiről, ugyanakkor hiányoznak a punk stílus meglehetősen álszent, lázadást mímelő, világmegváltó témái. A jól eltalált szövegek, a kifinomult, igényes zenei megoldások, és a nagyszerű énekhang kiegészülve a zenekar elementáris színpadi performanszával gyorsan a közönség kedvenceivé tette őket. A zenekar fennállása során nagy sikerrel turnézott szerte az ország határain kívül és belül, nem múlt el fesztivál rókalábak nélkül.
A  szekszárdi csapat első fellépésére 1994 szilveszterekor került sor a következő felállással: Budavári, Acélos, Nagy Zsigmond Péter, Tarjányi Péter, Nagy Attila. Az első "igazi" koncertig még volt pár fellépés változó tagsággal, de a rendszeresen koncertező zenekar felállása a következő volt: Budavári, Acélos, Szerecz Miklós (dob), Jantner Krisztina (basszusgitár). Ennek a felállásnak az első koncertje 1996. május 10-én volt. Kriszti után jött Kertész Robin (aki nem Róbert, hanem tényleg Robin), Miki után pedig Kovács Tamás. Tamás kilépése után a dobok mögötti üresedést a srácok egy dobgép bevetésével pótolták. A dobgép után jött Moldoványi, utána pedig Benedeczki. Budavári András énekes 2008-as kilépése után egy ideig próbálkoztak új frontember toborzásával, de rövidesen bejelentették a zenekar feloszlását. Ezt követően alapította meg Aczélos Balázs a Don Gatto hardcore formációt, mellyel nagy sikerrel folyamatosan turnézik itthon és a környező országokban.

## Diszkográfia
Róka'N'Roll (1996)

Ugyan az első albumot elég szerény körülmények között rögzítették, ez nem jelentett gondot, igazi koncertzenekarról lévén szó. Az albumon megtalálhatóak azok a szerzemények, melyek kijelölik a zenekar későbbi stílusát.
1. Intro (0:43)
2. Buli Az Élet (1:40)
3. Dezső A Menő (2:16)
4. Mutogatós Bácsi (1:43)
5. Klementina (1:49)
6. Elvisz A Rendőr (1:51)
7. Ez A Szám (1:40)
8. Gumiszoba (1:47)
9. Pattanás (1:46)
10. Szőrös Lábú Lááány (1:59)

Rókamóka (1999) HMR Music Kft. / EDGE Records

Ezen a korongon találhatjuk azokat az örökbecsű számokat (Kakapisi, GY.Ú.R.O.K. és a Buzis dal), melyekkel a zenekar kitörölhetetlenül beírta magát a magyar rock nagykönyvébe. A GY.Ú.R.O.K. című számról készült videóklip a hazai zenetévé, a Z+ kínálatának kedvelt darabja volt.
1. 7459 Lány (01:54)
2. A Bal Herém (01:10)
3. Doghri Nadi! (01:35)
4. Undorító (02:05)
5. Kakapisi (02:40)
6. Hardkór (01:05)
7. Minden Lesz (02:05)
8. Bőrnadrág (01:59)
9. Ákos (01:45)
10. GY.Ú.R.O.K. (01:38)
11. Aranka Néni (02:18)
12. Tanyabuli (02:11)
13. Buzis Dal (02:16)

Katasztróka (2003) HMR Music Kft. / EDGE Records

Ezzel az albumával a zenekar követte a jól bevált hagyományokat: egyszerű, szeretni való témák, pörgős, kifinomult zenei megoldások. Ugyanakkor néhány szerzemény szövegének egyszerűsége mögött olyan mély igazságok húzódnak meg, melyek a Japán haikuk mélységét, intertextuális komplexitását idézi (p. Puding, Blúz). A szövegek igényességét olyan verstechnikai bravúrok színesítik, mint pl. ez a sor a Bőrnadrág c. számban: "az árától a hideg ráz / 48900"
1. Puding (02:04)
2. Britni Szpírsz (01:58)
3. Blúz (01:46)
4. Cseresznyepaprika (01:28)
5. Vákuum (02:19)
6. Kisegér (02:49)
7. Stuka (01:34)
8. Fika (02:01)
9. Véget Ér A... (01:57)
10. Mobil (02:21)
11. Gyagyás Vegás (02:08)
12. Barberkniv (02:49)

Foxabályzó (2007)  HMR Music Kft. / EDGE Records

A zenekar utolsó, és egyben legjobban sikerült lemeze, melyet a zenei kiforrottság és a textuális perfekció jellemez. Az eklektikus zenei kompozíciót a punk, a hardcore, a reggae és a rap igényes ötvözése teszi különösen élvezetessé. A feldolgozott témák rendkívül sokféleségét mutatja, hogy találunk közöttük a párválasztás nehézségeit (Kéne Már....), a női lélek nyitjának örök kérdését (Duma), és korai magömlés kellemetlenségével való szembenézést bemutató szerzeményeket (Ejaculatio Praecox). Ugyanakkor a fajsúlyosabb témák is terítékre kerülnek, mint a mainstream zenei élet elsivárosodása (Róka Bugi), vagy az elmúlás (Exitus). A zenekar tehetségét mutatja, hogy témák komolyságától függetlenül minden számból árad a vidám, életigenlő pozitív hangulat. A lemezen közreműködő vendégművészek közül kiemelhetjük Big Daddy L-t, aki a Duma című szám igényes rap betétét énekli.
1. Róka Bugi (02:15)
2. Gyöngynyaklánc (01:44)
3. Quake (01:50)
4. Kéne Már.... (02:34)
5. Ejaculatio Praecox (02:57)
6. Bora Bora (02:40)
7. Zöld Szám (01:56)
8. Duma (03:09)
9. Robogó (03:04)
10. Exitus (02:56)

## Külső hivatkozások
- Rókamóka lemezkritika (EST.hu)
- Katasztróka lemezkritika (EST.hu)
- Foxszabályzó lemezkritika (EST.hu)
- Don Gatto zenekar weboldala